# World Wide Race
World Wide Race war ein italienisches Motorradsport-Team, welches zwischen 1998 und 2019 in der kleinsten Klasse der Motorrad-Weltmeisterschaft (125 cm³ bzw. Moto3) antrat. Das Team, das im Verlauf der Jahre mehrfach den Namen wechselte, zog sich nach Ende der Saison 2019 mangels Sponsor zurück. Gründer und Teamchef war Fiorenzo Caponera.
In Caponeras Diensten fuhren u. a. Roberto Rolfo, Roberto Locatelli, Simone Sanna, Arnaud Vincent, Steve Jenkner, Gábor Talmácsi, Marco Simoncelli, Joan Olivé, Dominique Aegerter, Andrea Iannone, Takaaki Nakagami, Jonas Folger, Álex Márquez, Luca Amato, Brad Binder, Darryn Binder und Marcos Ramírez. Die letzte Fahrerpaarung bestand aus Jaume Masiá und Andrea Migno. Locatelli, Sanna, Vincent, Jenkner, Simoncelli, Iannone und Masiá konnten dem Team insgesamt 23 Siege beisteuern.
Darüber hinaus trat Caponeros Team zwischen 1999 und 2002 mit Roberto Rolfo, Luca Boscoscuro und Franco Battaini in der 250-cm³-Klasse an.

## Statistik

### Weltmeister
- 2000 –  Roberto Locatelli, 125-cm³-Weltmeister auf Aprilia
- 2002 –  Arnaud Vincent, 125-cm³-Weltmeister auf Aprilia

### Moto3-Team-WM-Ergebnisse (seit 2018)
- 2018 – Fünfter
- 2019 – Siebter

### Grand-Prix-Siege
| Saison | Klasse  | Rennen                                                          |
| ------ | ------- | --------------------------------------------------------------- |
| 1999   | 125 cm³ | Frankreich Niederlande                                          |
| 2000   | 125 cm³ | Malaysia Italien Katalonien Tschechien Valencia Brasilien Japan |
| 2001   | 125 cm³ | Deutschland                                                     |
| 2002   | 125 cm³ | Japan Vereinigtes Konigreich Deutschland Portugal Malaysia      |
| 2003   | 125 cm³ | Niederlande                                                     |
| 2004   | 125 cm³ | Spanien                                                         |
| 2005   | 125 cm³ | Spanien                                                         |
| 2008   | 125 cm³ | China Volksrepublik                                             |
| 2009   | 125 cm³ | Katar Japan Katalonien                                          |
| 2019   | Moto3   | Argentinien                                                     |